# 弗兰克·沙费尔
弗兰克·沙费尔（德語：Frank Schaffer，1958年10月23日—），德国男子田径运动员。他曾代表东德参加1980年夏季奥林匹克运动会田径比赛，获得男子4×400米接力银牌和男子400米铜牌。